# إيفان كافاليرو
إيفان ريكاردو نيفيس أبريو كافالييرو (بالإنجليزية: Ivan Ricardo Neves Abreu Cavaleiro) هو لاعب كُرة قدم برتغالي في مركز الهجوم ولد في يوم 18 أكتوبر 1993 في مدينة فيلا فرانكا دي خيرا في البرتغال، يلعب حالياً مع نادي ديبورتيفو لاكورونيا معاراً من نادي بنفيكا، كما سبق له اللعب مع نادي بيلينينسش وألفيركا و فيالونغا ولعب مع منتخب البرتغال لكرة القدم ويبلغ طوله 175 سم.

## روابط خارجية
- إيفان كافاليرو على موقع الاتحاد الدولي (مؤرشف)  (الإنجليزية)
- إيفان كافاليرو على موقع الاتحاد الأوربي (الإنجليزية)
- إيفان كافاليرو على موقع اتحاد تركيا (لاعب) (الإنجليزية)
- إيفان كافاليرو على موقع قاعدة بيانات كرة القدم.إي يو (الإنجليزية)
- إيفان كافاليرو على موقع ليكيب (الفرنسية)
- إيفان كافاليرو على موقع ناشيونال فوتبول تيمز (الإنجليزية)
- إيفان كافاليرو على موقع Soccerbase.com (لاعب) (الإنجليزية)
- إيفان كافاليرو على موقع Soccerway.com (الإنجليزية)
- إيفان كافاليرو على موقع عالم كرة القدم.نت (الإنجليزية)
- إيفان كافاليرو على موقع AS.com (الإسبانية)